# Magasinsstaten
Magasinstaten var benämning på ett antal 1748 - 1871 i Sverige fungerande tjänstemän med uppgift att handha Kronans spannmålsaffärer.
1748 stadgades att allmogen inte längre skulle få lov att i penningar lösa de skatter, kronotionden eller arrendeavgifter som skulle betalas i spannmål, utan de skulle avlevereras vid närmaste kronomagasin, varifrån den användes för Kronans räkning eller försåldes. Ledningen av magasinsstaten tillkom från 1794 Allmänna magasinsinrättningen, från 1798 Allmänna magasinsdirektionen. Under 1800-talet började dock spannmålsräntorna åter få lösas i penningar och arrendeavgifterna för kronoegendomar utgå i kontanter, så att magasinsstaten ansågs överflödig och 1871 helt upphörde.